# Fuente el Fresno
Fuente el Fresno là một đô thị thuộc Ciudad Real, Castile-La Mancha, Tây Ban Nha. Đô thị này có dân số là 3.544.